# Pseudocatolaccus sayatamabae
Pseudocatolaccus sayatamabae är en stekelart som beskrevs av Ishii 1950. Pseudocatolaccus sayatamabae ingår i släktet Pseudocatolaccus och familjen puppglanssteklar. Inga underarter finns listade i Catalogue of Life.